# Amphifenestrella
Amphifenestrella es un género de foraminífero bentónico de la subfamilia Amphifenestrellinae, de la familia Saccamminidae, de la superfamilia Saccamminoidea, del suborden Saccamminina y del orden Astrorhizida. Su especie tipo es Amphifenestrella wiesneri. Su rango cronoestratigráfico abarca el Holoceno.

## Discusión
Clasificaciones previas incluían Amphifenestrella en la subfamilia Vanhoffenellinae de la familia Astrorhizidae de la superfamilia Astrorhizoidea, así como en el suborden Textulariina del orden Textulariida, agrupando géneros del Ordovícico hasta el Devónico: Blastammina, Ceratammina, Raibosammina, Stegnammina y Thekammina.

## Clasificación
Amphifenestrella incluye a las siguientes especies:
- Amphifenestrella wiesneri